# Зелёный Мир
Зелёный Мир (англ. Green World) — это даркнет-рынок, специализирующийся на торговле марихуаной и психоделическими грибами. Площадка позиционирует себя как крупнейшее сообщество любителей каннабиса, основанное после закрытия площадки Hydra в 2022 году.
Доступ к сайту пользователи получают через браузер Tor с луковой маршрутизацией. Для совершения дальнейших покупок им требуется пополнить свой счет с помощью bitcoin-кошелька или внутреннего сервиса по обмену криптовалюты.

## История
Зелёный Мир был запущен в апреле 2022 года после закрытия на тот момент лидирующего даркнет-рынка Hydra. Площадка специализируется на продаже конопли, психоделических грибов и происходящих от них изделий. Несколько раз даркнет-рынок появлялся в поле зрения СМИ со своими рекламными акциями, целью которых являлось привлечение аудитории на свою площадку, что создавало конкуренцию с другими крупными площадками. 
В марте 2024 года площадка провела лазерное шоу, где рекламировала ссылку ведущую на площадку, которая была продемонстрирована на фасаде одного из жилых домов, находящихся рядом с автомобильной трассой. Автомобилисты вместе с комментаторами выразили свое резкое недовольство по этому поводу.
В августе 2024 года на улицах Москвы был замечен брендированный фургон Ford Transit, содержащий QR-код, ведущий на даркнет-рынок Зелёный Мир. Автомобиль свободно разъезжал по центральным улицам, что вызвало большой резонанс в местных СМИ и сообществе.